# Angel Blade
Angel Blade (エンジェルブレイド?, Enjeru Bureido) è una serie OAV hentai in tre episodi uscita tra il 2001 e il 2003 e prodotta dallo studio Front Line in collaborazione con Digital Works; la storia poi continua in un sequel sempre di tre episodi intitolato Angel Blade Punish! uscito tra il 2004 e il 2005.
L'anime è una parodia delle opere di Gō Nagai Cutie Honey e Kekko Kamen; è invece del tutto estraneo al gioco per PlayStation intitolato Angel Blade - Neo Tokyo Guardians.

## Trama
Tutta la vicenda si svolge in un futuro in cui la superficie terrestre risulta non esser più abitabile a causa dell'inquinamento: gli esseri umani vivono sparpagliati in 99 città volanti sopra lo smog, mentre la superficie sottostante a loro insaputa diventa la patria di una nuova razza di mutanti.
Improvvisamente un castello spunta dalla terra (sapremo poi, governato con pugno di ferro da Phantom Lady) ed appare misteriosamente nel cielo della città numero 69: per motivi ancora sconosciuti questo misterioso popolo cerca di appropriarsi di tutte le donne umane (dopo averle stuprate le rapiscono portandosele via con sé).
Nel bel mezzo di questa caotica e pericolosa situazione ecco apparire Angel Blade, una bellissima donna, che viene a rappresentar la forza della giustizia a difesa e protezione dell'incolumità di tutte le donne umane in pericolo.

## Personaggi

### Eroine
Angel Blade (エンジェルブレイドEnjieru Bureido)
Alter ego di Moena. La sua missione è quella di difendere quelli che vengono attaccati dai mutanti; combatte con una spada che esce dal suo ciondolo a forma di cuore, a volte cavalca il Motor Angel e la sua uniforme da battaglia lascia scoperti i seni e la zona pubica. Il suo unico punto debole è proprio la sessualità, difatti a volte i suoi ormoni la rendono temporaneamente impotente.
I suoi poteri speciali sono stati creati e sviluppati dai suoi genitori: quando la sua vita o di chi gli è vicino è in grande pericolo, ecco che Angel Blade entra in una sorta di dimensione superiore in cui le spuntano delle ali angeliche fatte d'energia pura, mentre gli occhi iniziano a mandare bianchi bagliori.
Angel Ender (エンジェルエンダー Enjieru Endaa)
Compagna di lotta di Angel Blade, alter ego di Shaiya. Combatte utilizzando solo i pugni; sembra possegga una propria versione del Motor Angel e si considera una sorta di prototipo di Angel Blade.
Angel Beretta (エンジェルバレット Enjieru Beretta)
Cavalca una moto e combatte con un paio di pistole in stile hi-tech. È l'unica a non essere molestata sessualmente ad un certo punto della storia dai cattivi; alter ego di Elphie. Salva Angel Blade dall'esser sodomizzata da Widow.
Moena Shinguuji (神宮寺萌奈 Shinguuji Moena)
Una giovane, ancora non troppo fisicamente sviluppata, studentessa ma che è in grado di trasformarsi in una supereroina quando le circostanze lo richiedono. Questo può accadere grazie alla potenza sovrumana del suo amuleto a forma di cuore datole dai suoi genitori tempo addietro.
Lavora come cameriera al caffè di proprietà della zia nel campus della scuola. In un primo momento non risulta aver piena coscienza della sua doppia identità come Angel Blade, questo fino a quando il suo ciondolo-amuleto non viene parzialmente danneggiato, lasciando così a Moena la coscienza ed il controllo del suo corpo come Angel Blade.
Shaiya Hishizaki (菱崎シャイア Hishizaki Shaia)
Una famosa top model che si unisce a Moena quando le viene rivelato esser l'alter ego di Ender. Nella 2ª serie OAV viene violentata due volte: prima dal suo fotografo, in seguito anche da Sledge in un'arena di fronte ad una folla di personaggi famosi che risulteranno essere tutti dei mutanti.
Elphie Elfman (エルフィ・エルフマン Erufui Erufuman)
Una cowgirl procace che incontra Moena nella 2ª serie OAV. In un momento in cui Moena sembra aver perduto tutti i suoi poteri a seguito delle aggressioni subite, ecco che Elphie cerca di consolarla utilizzando la vasca a idromassaggio. Ci entrano assieme e procura a Moena un "orgasmo subliminale dorato" in cui la ragazza ha la visione di una misteriosa donna alata.
Ayame Fudou (不動あやめ Fudou Ayame)
Una poliziotta proveniente da una famiglia di ninja che si lascia coinvolgere nella battaglia e cerca d'aiutare le "Unità Angel" come meglio può. Tuttavia, nonostante le sue indubbie qualità marziali, viene catturata e violentata quasi ogni volta che entra in azione. Spesso e volentieri perde la biancheria intima rimanendo così del tutto scoperta agli occhi altrui.
Appare all'inizio della 1ª serie dove viene sessualmente umiliata e torturata da Nailkaizer e dal suo scagnozzo mutante, fino a quando non viene portata in salvo da Angel Blade.

### I Cattivi
Phantom Lady (ファントム・レディ Fuantomu Redei)
Principale antagonista. Potentissima ed altrettanto misteriosa, possiede seni enormi che sono costantemente in procinto di schizzare fuori gocce di latte. A Karin e Nailkaizer, mentre stanno consumando un rapporto sessuale con lei, capita di succhiarne un po', quando non ne beve lei stessa.
Come tutti i suoi sottoposti, può far crescere un suo pene direttamente dalla vagina, in qualsiasi momento; ad un certo punto della storia si viene a sospettare che possa essere lei la vera madre di Moena.
Nailkaizer (ネイルカイザー Neirukaizaa)
una delle/dei favoriti principali di Phantom Lady, la quale però non esiterà a sacrificarlo affermando "Si sacrifica ciò che più si ama". Fortunatamente verrà salvato da Angel Blade e Angel Ender. Ha una strana quanto inquietante somiglianza con Elphie, coi capelli raccolti in treccine ed un rossetto nero sulle labbra, la pelle scura e gli occhi verdi. Ha delle ali che le spuntano dalla testa.
Karin Son (孫カリン Son Karin)
uno dei 5 principali seguaci della Regina Phantom Lady, la quale viene da Karin chiamata "Madre". Ha un ruolo importante nello stupro di Kyouka, la zia di Moena.
Widow/Vedova (ウイドウ Uidou)
uno dei mutanti al servizio di Phantom Lady. Il suo nome è un riferimento alla sua abilità nel tessere micidiali tele di ragno, proprio come la vedova nera; in un'occasione riesce quasi ad impalare Angel Blade, ma Beretta fortunatamente correrà in suo aiuto appena in tempo.
Chloe ed Elain
Il generale Chloe (クローエ将軍 Kurooe-shougun) ed il colonnello Elain (イレーヌ大佐 Ireenu-taisa) sono due dei principali servitori mutanti di Phantom Lady. Dopo l'ennesima sconfitta contro le Unità Angel, Phantom Lady le/li punisce con una degradante tortura erotica, ma s'interrompe quando s'accorge che stanno ottenendo piacere da essa.
Rush e Sledge (ラッシュ Rasshu), (スレッジ Surejji)
seguaci di Widow. Verso la fine violentano sia Shaiya che Ayame al centro d'una grande arena piena di spettatori mutanti. Purtroppo per loro però finiranno uccisi.
Headmaster
"Headmaster" del college frequentato da Seiryuu, collabora con Nailkaizer fornendo ragazze del suo istituto ai mutanti.
Nel 3º episodio della prima serie, viene trasformato in mutante da Nailkaizer per catturare Angel Blade. Violenta Seiryuu e cattura Angel Blade, ma prima di violentarla lei si libera e lo uccide.

### Altri
Emily Chinen (知念エミリィ Chinen Emirii)
una procace poliziotta dai capelli rosa, cercherà di catturare Elaine, ma come unico risultato finirà violentata
Kyouka (響香 Kyouka)
zia di Moena e proprietaria del bar dove ella lavora nel doposcuola, famosa per i seni enormi che rivaleggiano persino con quelli di Phantom Lady. Catturata da Karin, verrà da lei/lui stuprata.
Seiryuu Tenmyouin (天明院聖流 Tenmyouin Seiryuu)
presidentessa del corpi studentesco ed una delle ragazze più popolari dell'università. In principio Nailkaizer crede erroneamente che possa esser lei Angel Blade e perciò la cattura; Ayame cerca di salvarla ma viene anche lei catturata. In seguito verrà utilizzata come esca per catturare Angel Blade. Nonostante venga catturata sempre nella 1ª serie verrà sempre salvata da Angel Blade, tranne l'ultima volta dove verrà violentata dall'Headmaster dell'università. Compare solo nella prima serie.
Hazuki Tachibana (立花ハヅキ Tachibana Hazuki)
una bella e ben dotata ragazza che di professione fa il reporter televisivo; molestata in continuazione dal suo cameraman, lei si difende prendendolo a calci nei testicoli.
Daysuke Yayoi (やよい・だいすけ Yayoi Daisuke)
Fotografo di Shaiya. Aggredito da Widow mentre si trova in bagno, viene costretto a copulare con lei/lui diventando così un mutante.

## Doppiaggio
- Michiko Neya: Moena Shinguji/Angel Blade
- Ryouka Shima: Shaiya/Angel Anda
- Yuka Imai: Ayame Fudo
- Ai Orikasa: Maina
- Fumihiko Tachiki: Isato
- Kae Araki: Emily
- Masako Katsuki: Chloe
- Mayumi Shou: Col. Irena
- Rie Ishizuka: Seiryu Tenmyoin
- Yuu Asakawa: Nailkaizer